# Николау, Вангелис
Вангелис Николау (греч. Βαγγέλης Νικολάου; род. 3 июня 2004) — греческий футболист, защитник клуба «Панетоликос».

## Клубная карьера
Николау — воспитанник клуба «Панетоликос». 13 мая 2023 года в матче против ОФИ он дебютировал в греческой Суперлиге. 

## Международная карьера
В 2023 году в составе юношеской сборной Греции Николау принял участие в юношеском чемпионате Европы на Мальте. На турнире он сыграл в матчах против команд Испании, Норвегии и Исландии. 